# Limacêdo Antônio da Silva

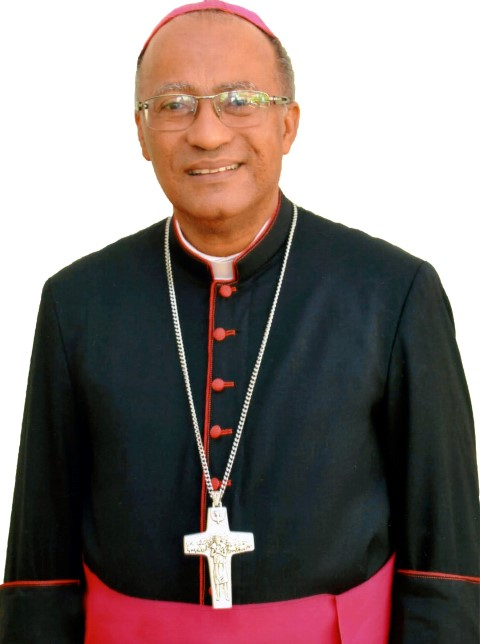
Limacêdo Antônio da Silva (2018)

Wappen von Limacêdo Antônio da Silva als Weihbischof in Olinda e Recife

Limacêdo Antônio da Silva (* 20. September 1960 in Nazaré da Mata, Pernambuco) ist ein brasilianischer Geistlicher und römisch-katholischer Bischof von Afogados da Ingazeira.

## Leben
Limacêdo Antônio da Silva studierte Philosophie in Nova Iguaçu und Katholische Theologie in Olinda. Am 12. Januar 1986  empfing er das Sakrament der Priesterweihe für das Bistum Nazaré.
Er war überwiegend in der Pfarrseelsorge tätig, unterbrochen von einem weiterführenden Studium in Rom in der Zeit von 2002 bis 2007. An der Päpstlichen Universität Gregoriana wurde er im Fach Dogmatik zum Dr. theol. promoviert. Vor seiner Ernennung zum Bischof war er bis zum April 2018 Pfarrer in Goiana und Diözesankoordinator für die Seelsorge.
Am 4. April 2018 ernannte ihn Papst Franziskus zum Titularbischof von Saldae und zum Weihbischof in Olinda e Recife. Die Bischofsweihe spendete ihm der Bischof von Nazaré, Francisco de Assis Dantas de Lucena, am 10. Juni desselben Jahres. Mitkonsekratoren waren der Erzbischof von Olinda e Recife, Antônio Fernando Saburido OSB, und der Altbischof von Nazaré, Severino Batista de França OFMCap.
Papst Franziskus bestellte ihn am 25. Oktober 2023 zum Bischof von Afogados da Ingazeira. Die Amtseinführung erfolgte am 2. Dezember desselben Jahres.